# Václav Kozel
Václav Kozel (* 19. listopadu 1940 Praha) je český hudebník a hudební skladatel, v letech 2002–2012 dirigent Big Bandu Českého rozhlasu.

## Život

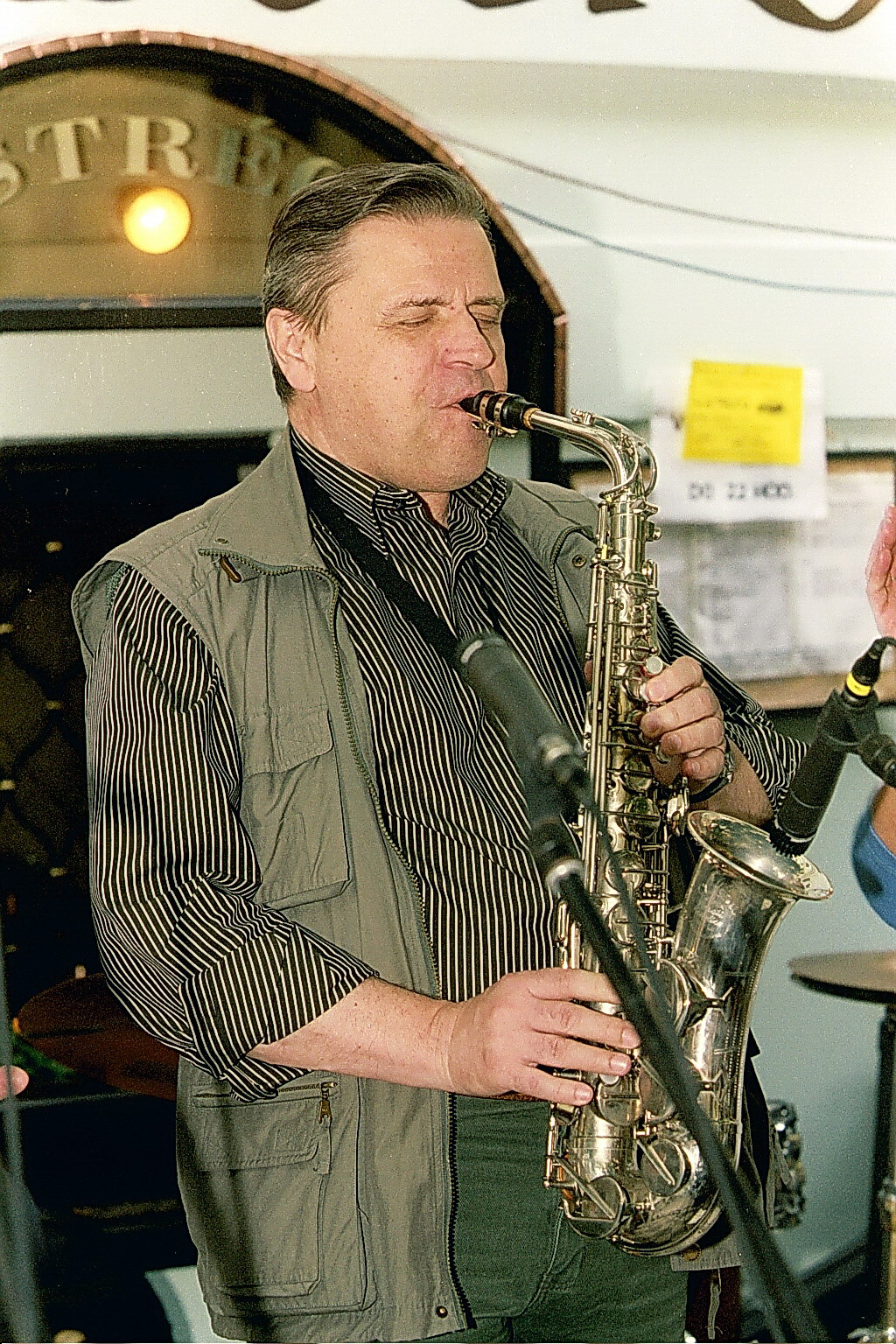
Václav Kozel

Už od dětství byl okouzlen hudbou, začal tedy s harmonikou a klavírem. V 60. letech studoval klarinet u profesora Karla Dlouhého.
Od mládí patřil k předním představitelům na jazzové scéně. Na podzim roku 1959 nastoupil do orchestru Vlastimila Kloce a hostoval jako saxofonista i v jiných orchestrech, například v orchestru Karla Vlacha. Protože se mu líbil jazz, účinkoval v různých jazzových klubech. Mezi jeho spoluhráče patřili například Rudolf Rokl, Antonín Gondolán, Laco Deczi, Studio 5 s Karlem Velebným. Ve Vídni jamoval například s Duke Ellingtonem.
V 60. letech založil svůj první big band, absolvoval aranžérské kurzy u Karla Krautgartnera. Později hrál na klavír a varhany v orchestru Karla Vlacha, pro který aranžoval mnoho skladeb. V té době začal skládat hudbu pro televizní filmy, reklamy a jazzové televizní pořady. V těch doprovázel osobnosti jako Karel Gott, Václav Hudeček, Karel Hála, Karel Černoch aj.
Stál při založení Jazzklubu Parnas, kde vystupoval se svým Nonetem v řadě koncertů. Časem se Nonet rozrostl na big band nazvaný All Stars Big Band. Hosty tohoto big bandu byli například Karel Velebný, Eugen Jegorov, Zdeněk Pulec, Václav Týfa, Svatopluk Košvanec, Ivan Smažík, Rudolf Rokl, Karel Růžička starší a další. Jako dirigent All Stars Big Bandu se zúčastnil festivalu Pražské jaro a hrál s Freddie Colem, Rich Perrym, George Mrázem aj.
V 90. letech působil na Konzervatoři Jaroslava Ježka jako profesor výuky orchestrální praxe. V této době rovněž založil Big Chess band, orchestr složený z nadějných mladých muzikantů, kterým předává své zkušenosti. Od září 2002 pracuje jako dirigent Big bandu Českého rozhlasu. V roce 2011 vydal s Karlem Gottem CD nazvané Sentiment.

## Diskografie

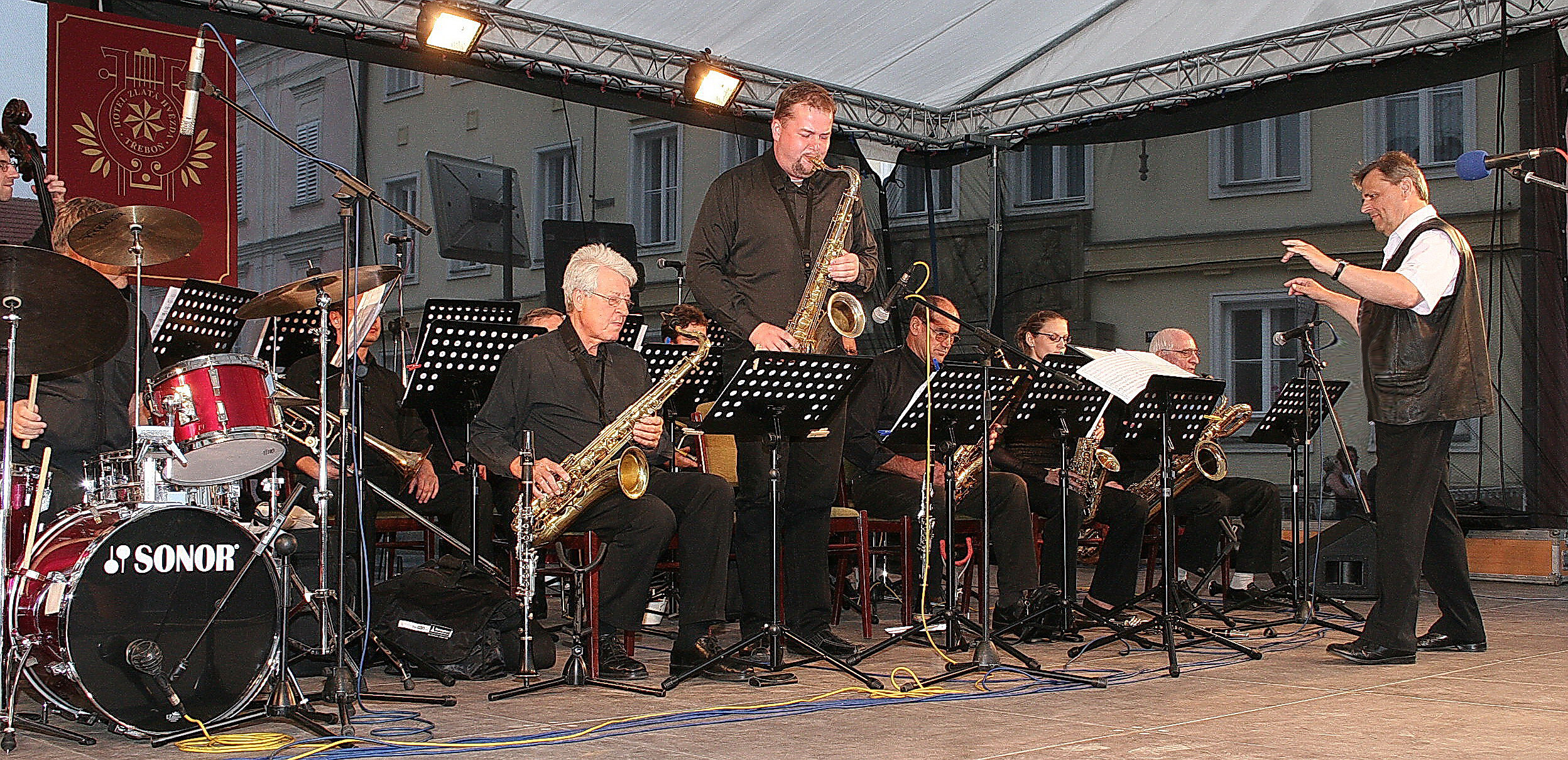
Big Band Českého rozhlasu pod vedením Václava Kozla

- Sentiment; Karel Gott, Big Band Českého rozhlasu; CD Supraphon a.s. 2011, SU 6034-2; vystupuje jako aranžér, dirigent
- Prague Brass Ensemble; Prague Brass Ensemble; CD ArcoDiva 2010, UP 0131-2 131; vystupuje jako autor
- Resonance; Halla boys' choir and Prague Jazz Ensemble; CD ©J.P.V. Agency 2006; vystupuje jako aranžér, autor
- Pozdrav orchestru; Big band Českého rozhlasu, dir. a arr. Václav Kozel; CD C+P Radioseris a.s. 2005, CRO 327-2-331 ; vystupuje jako aranžér, dirigent
- Jubilee - from the Renaissance to the Present Day; Prague Jazz Ensemble; CD © Multisonic a.s. 2000, 31 0506-2 ; vystupuje jako autor